# フーディンイモリ
フーディンイモリ（学名：Cynops fudingensis、英：Fuding fire belly newt）は、イモリ科イモリ属の希少な種で、中華人民共和国の固有種である。福建省北東部の福鼎市のみで見つかっており、2010年に新種として記載された。遺伝的にはチュウゴクイモリと近いが、形態的にはクァントンイモリにより近い。フーディンイモリの分布域は、他の種から離れている。
この種と中華人民共和国の全てのイモリを、Hypselotriton属に分類するべきという説もある。
フーディンイモリは、体調100mm以下と小さなイモリである。種が記載されたのは、福鼎市西部にある太姥山の斜面近くの人里離れた農地にある小さな水たまりや溝に棲息していた個体群である。近隣のもう一つの個体群は、既に絶滅している。この種は他の場所からは見つかっておらず、既知の個体群は、生息地の破壊の他、観光業やウシガエル、ミシシッピアカミミガメ等の外来種、両生類愛好家による採集等による脅威に晒されている。
生殖には、より大きなイモリの個体群が必要である。4月に産卵し、水草の葉で卵を1つずつ包む。